# Europese kampioenschappen powerlifting 2005 (dames)
Het Europese kampioenschappen powerlifting 2005 voor dames waren door de European Powerlifting Federation (EPF) georganiseerde kampioenschappen voor powerlifters. De 23e editie van de Europese kampioenschappen vond plaats in het Hongaarse Orosháza van 24 tot 27 november 2005.

## Uitslagen

### Dames
| klasse   | Goud                 | Zilver              | Brons               |
| -------- | -------------------- | ------------------- | ------------------- |
| -44 kg   | Raija Koskinen       | Olga Golubeva       | Laurence Hernandez  |
| -48 kg   | Oxana Sokovnina      | Bénédicte Lepanse   | Karin Hollaus       |
| -52 kg   | Mervi Rantamaki      | Mervi Sirki         | Teresa Sawyer       |
| -56 kg   | Inna Filimonova      | Olena Dmytruk       | Mariya Chepil       |
| -60 kg   | Tatyana Eltsova      | Irina Poletaeva     | Tetyana Prymenchuk  |
| -67,5 kg | Larysa Vitsievska    | Antonietta Orsini   | Tetyana Skrypka     |
| -75 kg   | Yulia Zaugolova      | Inger Blikra        | Heidi Hille Arnesen |
| -82,5 kg | Svetlana Dedyulya    | Hanna Starodubtseva | Tarja Koski-Sipil   |
| -90 kg   | Iryna Yavorska       | Evgeniya Mazaylova  | Inna Orobets        |
| +90 kg   | Vicktoriya Olenytsya | Anastasiya Pavlova  | Joanne Schaefer     |

### Heren
Het EK voor heren vond plaats in het Luxemburgse Hamm van 19 tot 22 mei 2005.